# Državna cesta D59
Die Državna cesta D59 (kroatisch für ,Nationalstraße D59‘) ist eine Nationalstraße in Kroatien. Die Straße verläuft von der  rund 3 km westlich von Knin in südwestlicher Richtung, zunächst bis Kistanje etwa parallel zur Krka, kreuzt in Bribirske Mostine die Državna cesta D56 und darauf die Autocesta A1 bei der Anschlussstelle Pirovac. Weiter wird die Državna cesta D27 gequert. Nach weiteren 8 km endet die Straße östlich von Pirovac an der Državna cesta D1, der Jadranska Magistrala. Ihre Fortsetzung bildet die D121, die auf die Insel Murter führt.
Die Länge der Straße beträgt 53,6 km.